# Le Prisonnier (Henderson's Boys)
Pour les articles homonymes, voir Le Prisonnier.
Le Prisonnier est le cinquième tome de la série pour jeunesse écrite par Robert Muchamore, Henderson's Boys. Il est sorti en février 2012 en Angleterre, puis en France le 17 octobre 2012.

## Résumé et intrigue
L'histoire se déroule en juin 1943, alors que Marc Kilgour est emprisonné dans un camp de travaux forcés en Allemagne en vivant dans une quasi famine. Craignant d'être incapable de survivre à l’hiver venant, il détermine un plan d’évasion audacieux avec trois amis de cellule, mais celui-ci va tourner au désastre…